# Sébastien Chardonnet
Sébastien Chardonnet francuski kierowca rajdowy urodzony 17 października 1988 roku. 
W rajdach Rajdowych Mistrzostwach Świata debiutował w Rajdzie Monte Carlo w roku 2012, wraz z pilotem Thibault de la Haye, jadąc samochodem Renault Clio R3. Swoje pierwsze punkty w RMŚ zdobył w sezonie 2012 w Rajdzie Francji Alzacja, zajmując dziesiąte miejsce, jadąc Citroënem DS3 WRC. W sezonie 2013 zdobył mistrzostwo Świata w WRC 3, wygrywając w tej klasie dwa rajdy.  

## Starty w WRC3
| Sezon | Zespół               | Samochód        | 1 | 2       | 3      | 4 | 5         | 6      | 7 | 8 | 9 | 10        | 11 | 12        | 13              | 14 | 15 | 16 | Punkty | Miejsce |
| ----- | -------------------- | --------------- | - | ------- | ------ | - | --------- | ------ | - | - | - | --------- | -- | --------- | --------------- | -- | -- | -- | ------ | ------- |
| 2013  | Sébastien Chardonnet | Citroën DS3 R3T | 1 | Szwecja | Meksyk | 2 | Argentyna | Grecja | 4 | 2 | 1 | Australia | 2  | Hiszpania | Wielka Brytania |    |    |    | 104    | 1.      |